# Stand Back (álbum de April Wine)
Stand Back es el cuarto álbum de estudio de la banda de rock canadiense April Wine grabado en 1975, obteniendo una muy favorable calificación respecto a sus anteriores trabajos, ya que produjo muchos éxitos, sobresaliendo las canciones "Oowatanite", "Tonite is a Wonderful Time to Fall in Love" y "I Wouldn't Want to Lose Your Love".

## Listado de canciones
Todas las canciones fueron escritas por Myles Goodwyn, excepto donde se especifica lo contrario.
1. "Oowatanite" (Jim Clench) – 3:52
2. "Don't Push Me Around" – 3:14
3. "Cum Hear the Band" – 3:52
4. "Slow Poke" – 3:47
5. "Victim for Your Love" – 4:17
6. "Baby Done Got Some Soul" (Jim Clench) – 2:45
7. "I Wouldn't Want to Lose Your Love" – 3:12
8. "Highway Hard Run" – 4:01
9. "Not for You, Not for Rock & Roll" – 3:14
10. "Wouldn't Want Your Love (Any Other Way)" (Myles Goodwyn y Jim Clench) – 2:43
11. "Tonite is a Wonderful Time to Fall in Love" – 3:35

## Miembros
- Myles Goodwyn - voz y guitarra
- Jim Clench - bajo y voz en "Cat's Claw"
- Gary Moffet - guitarra y coros
- Jerry Mercer - batería